# كارل فريدريش ويلهلم كلوز
كارل فريدريش ويلهلم كلوز (بالألمانية: Carl Claus)‏ (و. 1835 – 1899 م) هو عالم حيواني، وأستاذ جامعي، وعالم قشريات من الاتحاد الألماني، والإمبراطورية الألمانية، ولد في كاسل، كان عضوًا في أكاديمية العلوم في غوتينغن، توفي في فيينا، عن عمر يناهز 64 عاماً.

## التعليم
تعلم في جامعة ماربورغ.